# حساب
العملية الحسابية هي عملية معتمدة لتحويل واحد أو أكثر من المدخلات إلى واحد أو أكثر من النتائج، مع تغيير متغير. على سبيل المثال، ضرب العدد 7 بالعدد 8 عملية بسيطة حسابيا. بينما تقدير السعر العادل للأدوات المالية باستخدام نموذج بلاك شولز هو عملية معقدة حسابيا. تشمل العمليات الحسابية كذلك التقديرات الإحصائية لنتائج الانتخابات، وذلك باستخدام استطلاعات الرأي.
استُخدم الحساب منذ القدم، وقد استخدم الإغريق والرومان العداد للعمليات الحسابية، وكان يتكون من قضبان حديدية، مثبت بها حصوات مثقوبة. والحساب في الحياة اليومية نستخدمه دائما وهو مهم جدا لاستخدامه في الهندسة وحساب وحل المعادلات وحساب الأرباح والمعدلات وتوزيع الميراث وغيرها الكثير من الأمور المهمة التي تدخل في الحساب، لذلك فلا يستطيع أحد التخلي عنه وعدم استخدامه سواء في الحياة العامة أو الخاصة.

## العمليات الحسابية الأساسية الأربعة
- الجمع: هو العملية التي يكون فيها الناتج مجموع طرفي العملية، ويرمز له بالرمز + ، مثل 4+3=7، و 4+16=20.
- الطرح: وفيه تطرح قيمة العدد الثاني من العدد الأول، ويرمز للطرح بالرمز - ، مثل 5-2=3، و 13-7=6.
- الضرب: هي العملية التي يكون فيها الناتج بتكرار العدد بمقدار العدد الآخر من المرات، ويرمز له بالرمز x ، على سبيل المثال 7x8 أي تكرار العدد 8 بمقدار 7 مرات أي ما يساوي 56.
- القسمة: وفيها نعلم كم يتكرر العدد الثاني في العدد الأول، ويرمز للقسمة بالرمز / ، فعندما أقول 2/8 فذلك يعني أن الناتج هو مقدار تكرار العدد 2 في العدد 8 والناتج هو 4.

## الخاصية التجميعية
وهي الخاصية التي إن غيرت فيها مكان العدد لا يغير نتيجة العملية، فمثلا (2x(5x4 تساوي (5x(2x4. وتنطبق هذه الخاصية على الجمع كذلك، مثل (4+5)+2 تساوي (4+2)+5.

## الخاصية التبديلية
هي الخاصية التي إن بادلت بين طرفي العملية لا يغير من ناتج العملية، فتكرار العدد 8 سبع مرات هو نفسه تكرار العدد 7 ثماني مرات، وهذه الخاصية تنطبق على عمليتي الجمع والضرب، وليس على الطرح أو القسمة، مثل: 1+2=2+1=3 ، 3x5=5x3=15.

## مربع العدد ومكعب العدد
المربع الكامل هو العدد الذي إن قسمته على عدد معين مرتين كان الناتج 1 ، ما عدا العددين 1 و 0 ، فلو قسمت العدد 4 على العدد 2 فالناتج يساوي 2 ، وفي المرة الثانية يكون الناتج 1 ، إذن فالعدد 4 هو مربع العدد 2 ، ويسمى العدد 2 الجذر التربيعي للعدد 4 ، أما المكعب الكامل فهو العدد الذي إن قسمته على عدد معين ثلاث مرات كان الناتج 1 ، ما عدا العددين 1 و 0 ، مثل العدد 8 إن قسمته على العدد 2 ثلاث مرات سيكون الناتج على التوالي 4 و 2 و 1 ، إذن فالعدد 8 هو مكعب العدد 2 ، والعدد 2 هو الجذر التكعيبي للعدد 8.
ملاحظة: 1 = 1x1، وكذلك: 1 = 1\1. 0 = 0x0.

## حساب المعدل
المعدل هو حساب متوسط مجموعة قيم، ويكون ذلك بالجمع ثم القسمة على عدد القيم المدخلة، ويستخدم لحساب معدل الأرباح وحساب المعدل الدراسي، وغيرها. على سبيل المثال إن حصدت شركة خلال ثلاثة أشهر على التوالي 2000 $ في الشهر الأول، 2600 $ في الشهر الثاني، 3500 $ في الشهر الثالث، فإن المعدل يساوي 2000+2600+3500 \3 =8100\3= 2700 $ معدل الربح كل شهر خلال ثلاثة أشهر.

## حساب أحجام ومساحات الأشكال الهندسية
- المربع: مساحة المربع تساوي (الطول) x(الطول)، فإن كان الطول =2 متر فإن المساحة =2 ضرب 2 وتساوي 4 أمتار مربعة.
- المثلث: مساحة المثلث تساوي 1\2 طول القاعدة x الارتفاع، فإن كان طول القاعدة مترين والارتفاع ثلاثة أمتار فإن المساحة تساوي 1\2 ضرب 2 ضرب 3 وتساوي 3 أمتار مربعة.
- المستطيل: مساحة المستطيل تساوي (الطول)x(العرض)، فإن كان طول المستطيل يساوي 5 أمتار، وعرضه يساوي 4 أمتار، فإن المساحة تساوي 5 ضرب 4 وتساوي 20 مترا مربعا.
- الدائرة: مساحة الدائرة = نصف القطر x نصف القطر xالنسبة التقريببة (تساوي تقريبا 3.14)، مثال: دائرة نصف قطرها 10 أمتار، فمساحتها تساوي 10x10x3.14 وتساوي 314 مترا مربعا.
- المكعب: حجم المكعب يساوي (الطول)x(الطول)x(الطول)، فإن كان طول المكعب يساوي 3 أمتار، فإن حجمه يساوي طوله مضروبا بنفسه ثلاث مرات، ويساوي 3 ضرب 3 ضرب 3 ويساوي 27 مترا مكعبا.
- الهرم: حجم الهرم يساوي 1\3 مساحة القاعدة x الارتفاع، فإن كان طوله 3 أمتار، وعرضه مترين، وارتفاعه 6 أمتار، فإن حجمه يساوي 3 ضرب 2 ضرب 6 ويساوي 36 مترا مكعبا.
- متوازي المستطيلات: حجم متوازي المستطيلات يساوي مساحة القاعدة x الارتفاع، فإن كان طول متوازي المستطيلات 7 أمتار وعرضه 3 أمتار وارتفاعه مترين، فإن الحجم يساوي 7 ضرب 3 ضرب 2 ويساوي 42 مترا مكعبا.
- الكرة: حجم الكرة = 4\3 x نصف القطر x نصف القطر x نصف القطرx النسبة التقريبية، فإن كان قطرها يساوي 30 مترا، فإن حجمها يساوي 4\3 ضرب 30 ضرب 30 ضرب 30 ضرب 3.14 ويساوي 113040 مترا مكعبا.
- الأسطوانة: حجم الأسطوانة = مساحة القاعدة x الارتفاع، وبما أن قاعدة الأسطوانة دائرية الشكل، فإن حجم الأسطوانة يساوي مساحة الدائرة x الارتفاع، فإن كان نصف قطر القاعدة 10 أمتار، والارتفاع 15 مترا، فإن حجم الأسطوانة يساوي 10x10x3.14x15 ويساوي 4710 أمتار مكعبة.

## الروابط الخارجية
- كتاب رفع الحجاب عن وجوه أعمال الحساب هو مخطوطة من القرن 18، في العربية، من قبل ابن البناء المراكشي، حول العمليات الحسابية.